# Непобедимая держава
Непобеди́мая держа́ва — Спартакиада боевых искусств, проводится ежегодно с 2007 года в Тольятти, Россия. Спартакиада входит в тройку самых массовых детско-юношеских соревнований в области единоборств, наряду с Юношескими играми в Анапе и Олимпиадой единоборств в Санкт-Петербурге. Организатор мероприятия — НП «Совет Спортивных Федераций», который ежегодно проводит его при поддержке Российского союза боевых искусств (РСБИ), ведущих спортивных федераций Поволжья, Министерства спорта, туризма и молодежной политики Самарской области.

## Хронология Спартакиады

### 2007 год
«Непобедимая Держава» имеет статус городского мероприятия. Участие в ней принимали 750 человек, которые соревнуются в 12 видах спорта . Соревнования завершились в УСК «Олимп» большой программой закрытия, в которой приняли участие 16 федераций. 8 из них в показательных выступлениях, 8 в показательных выступлениях и церемонии награждения.

### 2008 год
«Непобедимая Держава» проходит в г. Тольятти в ноябре, в формате фестиваля единоборств. Проводится множество соревнований и спортивных семинаров, аттестаций и мастер-классов. Фестиваль собирает большое количество участников первенств, чемпионатов, стажировок. В нем принимают участие 40 некоммерческих организаций и около 20 тыс. зрителей. 5 декабря проходит центральное мероприятие фестиваля единоборств — шоу-программа в УСК «Олимп». Участие в финальном действе принимают представители 24 спортивных клубов и федераций, специальными гостями становятся 14 монахов из легендарного монастыря Шаолинь.
Фильм о мероприятии транслировался на телеканале Боец.

### 2009 год
В 2009 году «Непобедимая Держава» стала визитной карточкой Самарской области. Само событие впечатлило огромным количеством участников, Спартакиада собирает в ДС «Волгарь» г. Тольятти более двух тысяч спортсменов из 15 городов России.. В программе соревнований были представлены многочисленные виды боевых единоборств, начиная с бокса, самбо, дзюдо, каратэ, рукопашного боя и заканчивая армре́слингом, фехтова́нием на шпагах и интеллектуальной игрой го. Ведущий Спартакиады — Владимир Турчинский. Специальные гости: Николай Валуев, Карина Азнавурян и Алик Гульханов др.
Фильм о мероприятии транслировался на телеканале «Боец».

### 2010 год
В ноябре в спорткомплексе «Акробат» состоялся 4-й открытый фестиваль единоборств «Непобедимая держава». В этом году у мероприятия появляется новое направление — экстремальные виды спорта. Роль ведущего исполняет трехкратный рекордсмен Книги рекордов Гиннесса, девятикратный рекордсмен России, президент федерации суперэкстрима России Александр Муромский.

### 2011 год
В ноябре Спартакиада проходит в тольяттинском УСК «Олимп» с участием почти двух тысяч спортсменов-единоборцев со всей России. Большую часть участников Спартакиады составили каратисты — их турниры проходили в четырёх версиях. Некоторые из спортсменов успевают завоевать медали в разных стилях. Организованно прошли турниры по дзюдо, спортивному ушу́, рукопашному бою и интеллектуальной восточной игре го. В заключительный день, 19 ноября, в УСК «Олимп» прошли два мастер-класса: искусство капоэйра продемонстрировал Джо́зеф Ви́льямсон, а затем полуторачасовой урок преподал для будущих мастеров смешанных единоборств Олег Тактаров. мастер-класс по каратэ WKF чемпиона Рафаэля Агаева, мастер класс известного советского и российского мастера каратэ стиля Кёкусинкай, обладателя 7 дана IFK, одного из первых инициаторов развития карате в СССР и России Александра Ивановича Танюшкина.
Также прошли выступления Самарских областных федераций по: каратэ фудокан, айкидо айкикай и ушу. Участниками шоу-программы стали знаменитости: Веллу, Вильямсон, двукратный чемпион Европы по ушу Николай Юртаев, рекордсмены Книги Гиннеса Александр Муромский, Максим Баруздин и Иван Чугунный, звезда мирового каратэ Рафаэль Агаев. В конце представления зрители увидели три шоу — экстремальное силовое шоу «Русские богатыри», ударное шоу «Горячие барабаны» и лазерное шоу, посвященное Спартакиаде «Непобедимая держава».
Фильм о мероприятии транслировался на телеканале «Спорт» холдинга ГТРК.

### 2012 год
Участниками Спартакиады боевых искусств «Непобедимая держава-2012», становятся около трех тысяч спортсменов. Соревнования в 20-ти видах единоборств проходят в ноябре в крупнейшем спортсооружении Самарской области — универсальном спортивном комплексе «Олимп». Мастер-класс для спортсменов проводит Харитонов, Сергей Валерьевич, двукратный чемпион мира по универсальному бою и по вольному бою, призер чемпионата Евразии по боевому самбо.
На церемонии закрытия выступают мастера айкидо айкикай и до-джитсу, олимпийского тхэквондо́, каратэ фудокан и шотокан, спортивного фехтования, а также мастерам хореографии, барабанному шоу. «Гвоздь» программы — выступление мастера Брейк-данса Рэйзи Гогония, победителя Минуты славы в Великобритании. В Тольятти он демонстрирует принесший ему мировую известность танец «Матрица».
В завершении Спартакиады проходят также финальные гала-поединки в десяти самых зрелищных видах единоборств. VI Спартакиада «Непобедимая Держава» производит громкий общественный резонанс и получает широкое освещение.
Почетные гости мероприятия — глава дирекции спортивных программ ВГТРК Россия Дмитрий Анисимов, руководители корпорации Mail.Ru Group. Соведущими праздника выступают лучший ринг-анонсер России Александр Загорский и телеведущий канала Россия-2, спортсмен Сергей Бадюк.
Фильм о мероприятии транслировался на телеканале «Спорт» холдинга ГТРК.
2013 год
Спартакиада боевых искусств "Непобедимая держава"собирает на своей площадке более 4500 участников из 18 регионов,48 городов страны. первые проходит «Марафон-аэробика», организованный совместно с Тольяттинским государственным университетом.
В рамках церемонии открытия председатель правления военно-спортивного союза М. Т. Калашникова, генерал-лейтенант Евгений Юрьев вручил каждому из соорганизаторов орден Калашникова — награду, которая является формой поощрения за высокие достижения в деятельности по патриотическому, духовно-нравственному воспитанию детей и молодежи России, за широкую благотворительную деятельность, способствующую всестороннему положительному развитию молодого поколения.
После проходит парад-презентация клубов и федераций, участвующих в Спартакиаде.
Грандиозным событием церемонии закрытия Спартакиады становится установление рекорда Гиннеса. В присутствии официального судьи из Лондона, выдающийся российский силач Александр Муромский установил новый мировой рекорд — за три минуты порвал за спиной 11 тысячестраничных телефонных справочников..
Программу продолжает шоу силового экстрима от «Русских богатырей». Подарком для всех зрителей становится выступление знаменитого санкт-петербургского театра-цирка «Кракатук».
Фильм о мероприятии транслировался на телеканале «Спорт» холдинга ГТРК.

### 2014 год
На Спартакиаду «Непобедимая Держава-2014» приезжают 6500 спортсменов. Они выступают в 32-х видах соревновательной программы. Разыгрывается 700 комплектов медалей.
В рамках Спартакиады проходят шоу силового экстрима, ведущим которого становится известный шоумен, телеведущий Сергей Бадюк, и турнир по армрестлингу с участием «украинского Халка», абсолютного победителя Кубка мира среди профессионалов «Nemiroff World Cup» Дениса Цыпленкова.На церемонии открытия выступают братья Кирилл и Данила Калуцких — легендарные российские акробаты, многократные рекордсмены Книги рекордов Гиннеса, победители Международной «Минуты славы», артисты цирка DuSoleil. В холле УСК «Олимп» разворачивается выставка уникального художника славяниста Всеволода Иванова. Автор — в числе специальных гостей Спартакиады.
Фильм о мероприятии транслировался на телеканале «Спорт» холдинга ГТРК.

### 2015 год
«Непобедимая Держава — 2015» проходит под девизом «Турнир мастеров». В соревнованиях по 28 видам спортивных дисциплин принимают участие 5680 спортсменов. Во время церемонии открытия на площадку спорткомплекса «Олимп» выезжает главный байкер страны — лидер Всероссийского мотоклуба Ночные Волки Александр «Хирург» Залдостанов . Также он принимал участие в пресс-конференции и общался с юными спортсменами.
Впервые в рамках «Непобедимой Державы» проходит Турнир по мотобиатлону. На церемонии закрытия зрители увидели «Шоу мастеров» — показательные выступления и практические советы от именитых учителей, развивающих в нашей стране школу различных направлений каратэ: Александра Танюшкина, президента-основателя Федерации Кекусинкай России (7 дан), Ильи Йорга, мастера боевых искусств из Сербии, основателя стиля каратэ Фудокан (10 дан), Николая Смирнова, Президента Международной конфедерации боевых искусств, президента международного колледжа единоборств «АЙМАК», президента Федерации каратэ Санкт-Петербурга (9 дан). Также проходили зрелищные выступления представителей российской Федерации трикинга, паркура и экстремальных боевых искусств.
Специальным гостем Спартакиады стал известный художник славянист Всеволод Иванов, открывший в холле УСК «Олимп» выставку своих работ.
Фильм о мероприятии транслировался на телеканале «Спорт», «Матч».

### 2016 год
Юбилейный год. X Спартакиада боевых искусств становится знаковой вехой в истории «Непобедимой Державы». Команда организаторов принимает поздравления и подводит итоги работы. В холле УСК «Олимп» открывается фотовыставка, наглядно демонстрирующая развитие Спартакиады за 10 лет. «Непобедимая Держава» входит в Единый календарный план российских спортивных мероприятий. Многие чемпионаты, проводимые на площадке «Непобедимой Державы» носят статус международных, среди спортсменов — представители стран СНГ и Европы. В Спартакиаде принимают участие 5 857 спортсменов из 20 регионов РФ, в том числе 2 836 участников в спортивных видах единоборств и 3021 спортсмен в фестивальных видах. В качестве подарка к юбилею «Непобедимой Державы» организаторы дарят городу великолепное «Шоу света и тьмы» от финалиста международного конкурса «Британия ищет таланты» и российской «Минуты славы» — танцевальной группы «Юди». Оно проходит в день официального закрытия Спартакиады и вызывает восторг у зрителей.
Фильм о мероприятии транслировался на телеканале «Спорт», «Матч».

### 2017 год
Спартакиада «Непобедимая Держава» получает грант из Фонда президентских грантов. 2017 год становится рекордным. Зафиксировано наибольшее количество соревновательных дней — 10. И наибольшее количество участников — 6 659 человек. Они представляют 30 регионов России, а также республики Азербайджан, Узбекистан, Казахстан, Украину (Донецкую Народную Республику и Луганскую Народную Республику), Францию и Сербию. Также установлен рекорд в «Марафоне-аэробике» — за призы борются 1800 любителей фитнеса. Соревнования проходили по 36 спортивным дисциплинам — аккредитованным и фестивальным. Впервые в рамках «Непобедимой Державы» проводятся всероссийский турнир по всестилевому каратэ и турнир по комбат-самообороне. А также реализуется социальный проект для многодетных и малоимущих семей «Спортивная осень детям». Спартакиаду «Непобедимая Держава» в УСК «Олимп» посещают участники и организаторы профессионального турнира по смешанным единоборствам Fight Nights Global . И проводят на ее площадке традиционную процедуру взвешивания участников турнира. В рамках 11-й СБИ «Непобедимая Держава» открываются сразу два бойцовских клуба — «Кинг Ринг» Юлии Куценко и «Арсенал Файтинг» Арсена Джалилова. Во время церемонии закрытия помимо традиционного будо-шоу проходят бои «Волжского Кубка» по всестилевому каратэ между сборными Самарской и Ульяновской областей. Главный приз достается бойцам 63-го региона.
Фильм о мероприятии транслировался на телеканале Матч. Наш спорт".